# Carlo Francesco Albani, III principe di Soriano nel Cimino
Carlo Francesco Albani, III principe di Soriano nel Cimino (Roma, 13 settembre 1749 – Modena, 19 gennaio 1817), è stato un nobile italiano.

## Biografia
Nato a Roma nel 1749, Carlo Francesco Albani era figlio di Orazio Albani, II principe di Soriano nel Cimino e di sua moglie, la duchessa Maria Anna Cybo-Malaspina. Suo padre era imparentato con Clemente XI, mentre sua madre era figlia di Alderano I Cybo-Malaspina, duca regnante di Massa. Suo bisnonno paterno era Carlo Borromeo Arese, che fu viceré di Napoli.
Legato a doppio filo da notevoli interessi nella società aristocratica papalina sia per il passato della sua famiglia sia per i legami che questa stessa aveva intessuto nella società nobiliare romana, Carlo Francesco rimase a Roma la maggior parte della sua vita, conducendo ad ogni modo importanti lavori di restauro nel feudo di Soriano nel Cimino come ad esempio il restauro dell'attuale Palazzo Albani.
Musicista, nel 1769 realizzò un componimento musicale in occasione dell'arrivo a Roma dell'imperatore Giuseppe II del Sacro Romano Impero.
Dalla morte di suo padre nel 1792 e durante tutto il periodo dell'occupazione napoleonica della Città Eterna, scelse di rimanere fuori dai confini di Roma in opposizione al governo della città, portandosi dapprima a Milano dove fu maggiordomo maggiore dell'arciduca Ferdinando d'Asburgo-Este e protettore di Vincenzo Monti e poi alla corte di Modena dove venne accolto come maggiordomo maggiore del duca Ercole III d'Este. Nel 1800 chiese ed ottenne dal pontefice un editto per confermare la privativa per la fabbrica di spillini che la famiglia Albani aveva impiantato ad Urbino per cercare di far fronte alle esigenze economiche della famiglia. Con la restaurazione dell'autorità pontificia, comunque, si vide restituire tutti i propri possedimenti, sui quali ad ogni modo era ormai stata eliminata per sempre ogni prerogativa feudale. Dal 1803 si impegnò attivamente per ricostruire la preziosa biblioteca di famiglia che era andata depredata dai napoleonici nel 1798, acquisendo per lascito testamentario quella del cardinale Giovanni Francesco Albani (del quale curò anche la tomba), unendovi anche quelli che aveva accumulato a Vienna.
Nel 1814 venne prescelto da Pio VII come membro di una commissione inviata a partecipare ai lavori del Congresso di Vienna.
Non riuscì mai più a raggiungere Roma, in quanto morì a Modena nel gennaio del 1817 e venne solo successivamente traslato nella tomba di famiglia alla Basilica di San Sebastiano fuori le mura a cura dei fratelli.
Pur essendosi sposato ed avendo avuto discendenza, nessuno dei suoi figli gli sopravvisse e pertanto alla sua morte, suo fratello minore Filippo Giacomo gli succedette nei titoli della sua casata.

## Matrimonio e figli
Carlo Francesco sposò a Roma il 30 novembre 1783 la contessa Teresa Casati (Milano, 30 gennaio 1770 - 1° novembre 1824), figlia di Ferdinando Casati e di sua moglie, Giuseppina Aliprandi Carena. Da questo matrimonio nacquero i seguenti eredi:
- Ferdinando Clemente (nato e morto nel 1785)
- Maria Beatrice (13 febbraio 1792 - 29 maggio 1816[3]), sposò nel 1812 il marchese Luigi Vitaliano Paolucci (1783 - 1855)
- Elena Giuseppa (21 novembre 1794 - 28 febbraio 1814), sposò nel 1812 Pompeo Litta Visconti Arese, II duca Litta (1785 - 1835)

## Albero genealogico
|                                                            |                         |                                            | Genitori                                                         |  |  | Nonni |  |  | Bisnonni      |  |  | Trisnonni    |  |
|                                                            |                         |                                            |                                                                  |  |  |       |  |  | Orazio Albani |  |  | Carlo Albani |  |
|                                                            |                         |                                            |                                                                  |  |  |       |  |  | Orazio Albani |  |  | Carlo Albani |  |
|                                                            |                         | Elena Mosca                                |                                                                  |  |  |       |  |  | Orazio Albani |  |  |              |  |
| Carlo Albani, I principe di Soriano nel Cimino             |                         |                                            |                                                                  |  |  |       |  |  | Orazio Albani |  |  |              |  |
|                                                            |                         | Bernardina Ondedei                         | Ottavio Ondedei                                                  |  |  |       |  |  |               |  |  |              |  |
|                                                            |                         | Bernardina Ondedei                         | Ottavio Ondedei                                                  |  |  |       |  |  |               |  |  |              |  |
|                                                            |                         | Bernardina Ondedei                         | …                                                                |  |  |       |  |  |               |  |  |              |  |
| Orazio Albani, II principe di Soriano nel Cimino           |                         | Bernardina Ondedei                         |                                                                  |  |  |       |  |  |               |  |  |              |  |
|                                                            |                         | Carlo Borromeo Arese, V marchese di Angera | Renato II Borromeo, IV marchese di Angera                        |  |  |       |  |  |               |  |  |              |  |
|                                                            |                         | Carlo Borromeo Arese, V marchese di Angera | Renato II Borromeo, IV marchese di Angera                        |  |  |       |  |  |               |  |  |              |  |
|                                                            |                         | Carlo Borromeo Arese, V marchese di Angera | Giulia Arese                                                     |  |  |       |  |  |               |  |  |              |  |
| Teresa Virginia Borromeo Arese                             |                         | Carlo Borromeo Arese, V marchese di Angera |                                                                  |  |  |       |  |  |               |  |  |              |  |
|                                                            |                         | Camilla Barberini                          | Maffeo Barberini, II principe di Palestrina                      |  |  |       |  |  |               |  |  |              |  |
|                                                            |                         | Camilla Barberini                          | Maffeo Barberini, II principe di Palestrina                      |  |  |       |  |  |               |  |  |              |  |
|                                                            |                         | Camilla Barberini                          | Olimpia Giustiniani                                              |  |  |       |  |  |               |  |  |              |  |
| Carlo Francesco Albani, III principe di Soriano nel Cimino |                         | Camilla Barberini                          |                                                                  |  |  |       |  |  |               |  |  |              |  |
|                                                            | Carlo II Cybo-Malaspina | Alberico II Cybo-Malaspina                 |                                                                  |  |  |       |  |  |               |  |  |              |  |
|                                                            | Carlo II Cybo-Malaspina | Alberico II Cybo-Malaspina                 |                                                                  |  |  |       |  |  |               |  |  |              |  |
|                                                            | Carlo II Cybo-Malaspina | Fulvia Pico della Mirandola                |                                                                  |  |  |       |  |  |               |  |  |              |  |
| Alderano I Cybo-Malaspina                                  | Carlo II Cybo-Malaspina |                                            |                                                                  |  |  |       |  |  |               |  |  |              |  |
|                                                            |                         | Teresa Pamphilj                            | Camillo Pamphili, principe di San Martino al Cimino e Valmontone |  |  |       |  |  |               |  |  |              |  |
|                                                            |                         | Teresa Pamphilj                            | Camillo Pamphili, principe di San Martino al Cimino e Valmontone |  |  |       |  |  |               |  |  |              |  |
|                                                            |                         | Teresa Pamphilj                            | Olimpia Aldobrandini                                             |  |  |       |  |  |               |  |  |              |  |
| Maria Anna Cybo-Malaspina                                  |                         | Teresa Pamphilj                            |                                                                  |  |  |       |  |  |               |  |  |              |  |
|                                                            |                         | Camillo III Gonzaga                        | Alfonso II Gonzaga                                               |  |  |       |  |  |               |  |  |              |  |
|                                                            |                         | Camillo III Gonzaga                        | Alfonso II Gonzaga                                               |  |  |       |  |  |               |  |  |              |  |
|                                                            |                         | Camillo III Gonzaga                        | Ricciarda Cybo Malaspina                                         |  |  |       |  |  |               |  |  |              |  |
| Ricciarda Gonzaga                                          |                         | Camillo III Gonzaga                        |                                                                  |  |  |       |  |  |               |  |  |              |  |
|                                                            |                         | Matilde d'Este                             | Sigismondo III d'Este                                            |  |  |       |  |  |               |  |  |              |  |
|                                                            |                         | Matilde d'Este                             | Sigismondo III d'Este                                            |  |  |       |  |  |               |  |  |              |  |
|                                                            |                         | Matilde d'Este                             | Teresa Maria Grimaldi                                            |  |  |       |  |  |               |  |  |              |  |
|                                                            |                         | Matilde d'Este                             |                                                                  |  |  |       |  |  |               |  |  |              |  |